# Cheshire (Massachusetts)
Cheshire – miasto w Stanach Zjednoczonych, w stanie Massachusetts, w hrabstwie Berkshire.